# Далай-хан
Далай-хан (*ᠳᠠᠯᠠᠢᠬᠠᠭᠠᠨ; д/н — 1701) — 4-й володар Хошутського ханства і володар Тибету в 1671—1701 роках.

## Життєпис
Син Даян Очір-хана. При народженні звався Кончок. Про молоді роки відомостей обмаль. 1668 року після смерті батька став правителем Тибету, але Хошутським ханством оволодів його стрийко Даші-Батур. Того ж року на чолі загону вимушений був прийти на допомогу залежному племені ачок з народу монпа, яке атакував Чог'ял Мінг'юр Тенпа, друк десі Бутану. Атаку було відбито.
1671 року домовився з Даші-Батуром про поділ володінь, отримавши власне Тибет і титул хошутського хана. Того ж року Далай-лама V надав йому титул правителя Тибету («Танзін-Чог'ял»), тому став зватися Танцзін Далай-хан. У 1673 році підтримав повстання в південному Китаї на чолі з ваном У Саньгуєм. В свою чергу під тиском хошутського хана Далай-лама V відмовив у військовій допомозі імператору Кансі начебто через поганий клімат, що шкодить тибетцям. Завдяки цьому цінські війська були відволічені на придушення повстання до 1681 року.
1675 року прийшов на допомогу Тенсунґ Намґ'ялу, чоґ'ялу Сіккіму (номінально визнавав зверхність Тибету). Того атакувало бутанське військо. В запеклій битві Далай-хан завдав поразки супротивникові, змусивши бутанців залишити Сіккім.
Водночас виявив пасивність у внутрішніх справах Тибету, чим скористався Далай-лама V та десі (регент) Санг'є Г'яцо. Фактично тепер Даян-хан здійснював військове керівництво, а політично поступово набували Далай-лама і десі, які самі стали призначати вищих чиновників й проводити самостійну зовнішню політику.
У 1679 року у відповідь на союз Делдан Намг'яла, г'ялпо Ладакху, з бутанським друк десі Чог'ял Мінг'юром Тенпою хошуто-тибетські війська під орудою Гандена Цеванг Палзанга (стриєчного брата Даян-хана) атакували область Гуге, завдавши ладакхському війську поразки. За цим у 1680 році було взято в облогу Басго, столицю Ладакху. Невдовзі було укладено мирний договір, за яким до Тибету приєднано області Гуге, Буранг і Рудок. Втім Делдан Намг'ял невдовзі спробував порушити угоду. Тоді хошути знову завдали йому поразки. Г'ялпо втік до кашмірської суби Імперії Великих Моголів, де отримав допомогу в обмін на навернення до ісламу. Боротьба тривала до 1684 року, коли зрештою було укладено Темісгамський мирний договір між Ладакхом і Тибетом, за яким незалежність Ладакху була сильно обмежена.
Після смерті 1682 року Далай-лами V політичної ваги набув десі Санг'є Г'яцо, що тривалий час приховував смерть дами, здійснюючи керування від його імені.
Водночас Далай-хан втратив будь-яку владу над Кукунорськими володіннями та областю Амдо, де панували відповідно Даші-Батур, Лобсан-тайджі і Ердені Цзінон. У 1690-х роках починаються війни між ними. У 1697 році Далай-хан уклав союзний договір з джунгарським ханом Цеван Рабданом.
До кінця панування фактично втратив контроль над хошутами та остаточно послабив вплив в самому Тибеті. Помер 1701 року. Йому спадкував син Ванґчук-хан.